# Von Schwelle zu Schwelle

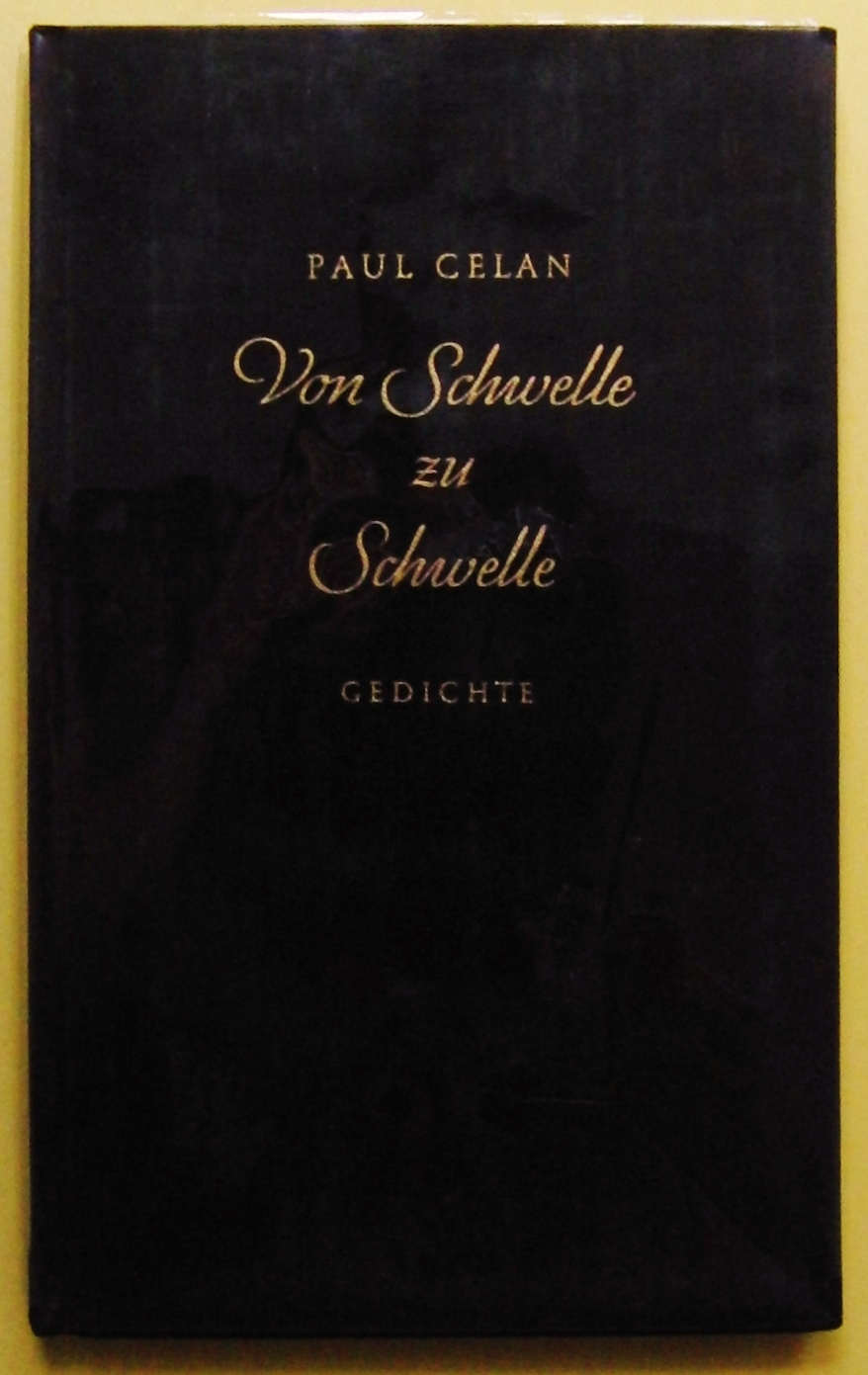
Erstausgabe (Deutsche Verlags-Anstalt, 1955)

Von Schwelle zu Schwelle ist ein 1955 erschienener Gedichtband von Paul Celan.

## Inhalt und Gliederung
Der bei der Deutschen Verlags-Anstalt in Stuttgart verlegte Band enthält 47 Gedichte, die zwischen 1952 und 1954 in Paris entstanden sind. Er ist Gisèle Celan-Lestrange gewidmet und in drei Zyklen gegliedert, die Sieben Rosen später (18 Gedichte), Mit wechselndem Schlüssel (16 Gedichte) und Inselhin (14 Gedichte) überschrieben sind. 

### Erster Zyklus: Sieben Rosen später
- Ich hörte sagen
- Im Spätrot
- Leuchten
- Gemeinsam
- Mit Äxten spielend
- Das Schwere
- Ein Körnchen Sands
- Strähne
- Aus dem Meer
- Zwiegestalt
- Fernen
- Wo Eis ist
- Von Dunkel zu Dunkel
- In Gestalt eines Ebers
- Bretonischer Strand
- Gut
- Zu zweien
- Der Gast

### Zweiter Zyklus: Mit wechselndem Schlüssel
- Grabschrift für Francois
- Aufs Auge gepfropft
- Der uns die Stunden zählte
- Assisi
- Auch heute abend
- Vor einer Kerze
- Mit wechselndem Schlüssel
- Hier
- Stillleben
- Und das schöne
- Waldig
- Abend der Worte
- Die Halde
- Ich weiß
- Die Felder
- Andenken

### Dritter Zyklus: Inselhin
- Nächtlich geschürzt
- Auge der Zeit
- Flügelnacht
- Welchen der Steine du hebst
- In memoriam Paul Eluard
- Schibboleth
- Wir sehen dich
- Kenotaph
- Sprich auch du
- Mit zeitroten Lippen
- Argumentum e silentio
- Die Winzer
- Inselhin

## Ausgaben (Auswahl)
- Erstausgabe: Von Schwelle zu Schwelle. Gedichte. Deutsche Verlags-Anstalt, Stuttgart 1955.
- Tübinger Ausgabe: Von Schwelle zu Schwelle. Vorstufen – Textgenese – Endfassung. Suhrkamp, Frankfurt am Main 2002. ISBN 3-518-41371-6